# 渡辺祥広
渡辺 祥広（わたなべ よしひろ、1970年2月1日 - ）は神奈川県横浜市出身のスカッシュ選手である。

## 経歴
1988年日本体育大学体育学部体育学科入学後スカッシュを始め、1989年スカッシュジャパンジュニアオープンで優勝。1991年大学四年生のときに全日本学生選手権優勝。大学卒業後ワールド通商に入社、1994年にイギリスに留学し、翌1995年から全日本スカッシュ選手権大会第24回-28回5連覇、第30回、第32回と通算7回優勝。
横浜市緑園都市のスカッシュコートCOTE a COTE（2006年3月閉館）に選手・コーチとして所属していた。
COTE a COTEの閉館によりスカッシュ界は低迷期を迎えるが、これに奮起した渡辺は2007年8月に新たなスカッシュの聖地として、横浜市港北区新羽町に『ヨコハマスカッシュスタジアムSQ-CUBE（エスキューブ）』（4面所有）を立ち上げ、本格的にスカッシュクラブの経営を始める。
その後、2008年8月には旧札幌スカッシュクラブを経営譲渡により『サッポロスカッシュスタジアムSQ-CUBE』としてリニューアルオープンさせ、停滞していた札幌スカッシュ界を蘇えさせる。
さらに2010年3月にはさいたま市北区に3号店となる『さいたまスカッシュスタジアムSQ-CUBE』をオープン。同年の全日本選手権誘致・開催を果たす等、スカッシュ業界の普及発展に尽力した。
2010年より、日本スカッシュ協会常務理事。